# بيتي لان
بيتي لان (بالإنجليزية: Betty Lane)‏ هي مصممة ورسامة أمريكية، ولدت في 1907 في واشنطن العاصمة في الولايات المتحدة، وتوفيت في 1996 في Brewster, Massachusetts ‏ في الولايات المتحدة.